# Чотирирічний план (Польща)

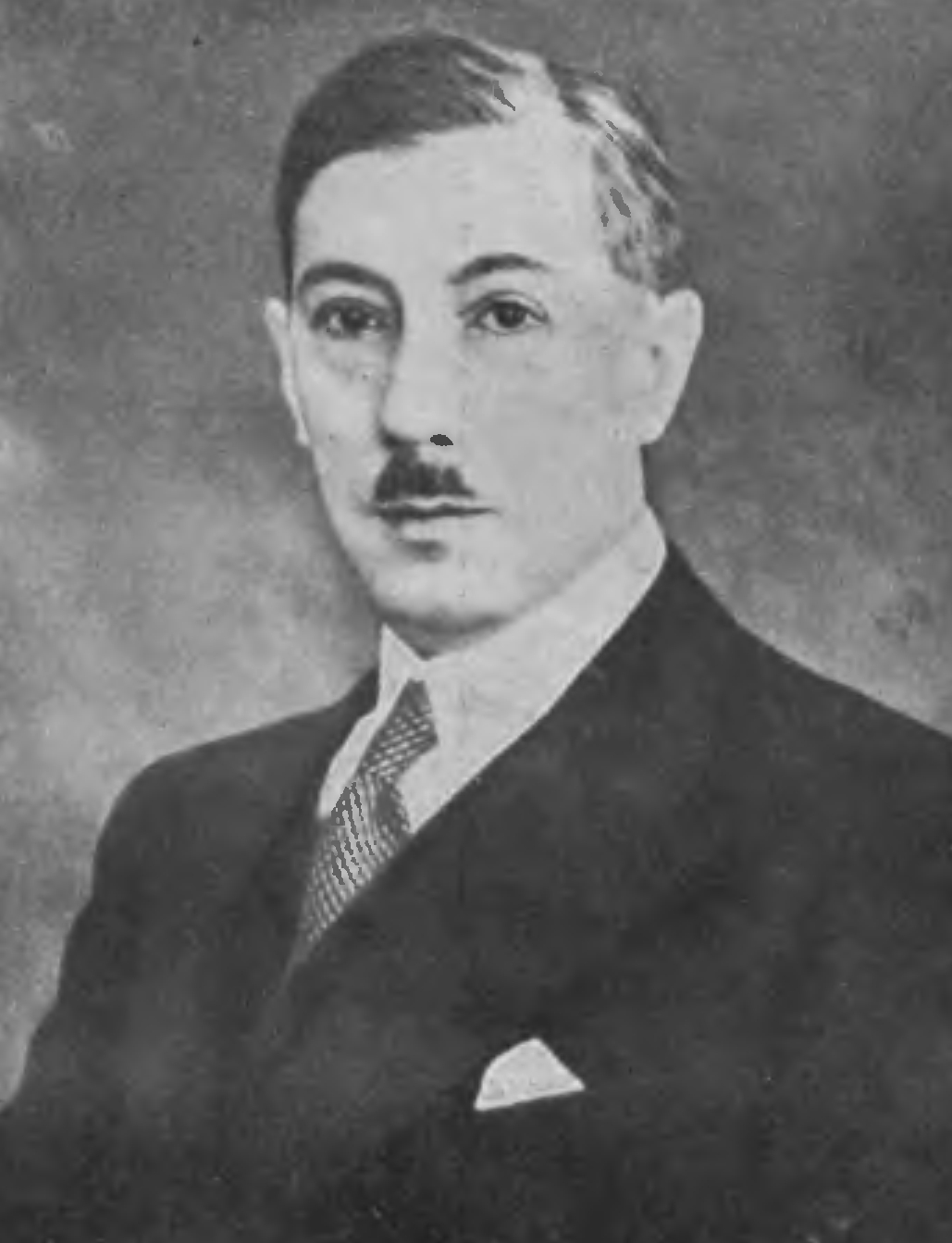
Євгеніуш Квятковський

Чотирирічний план — план економічного розвитку, розроблений оточенням віце-прем'єр-міністра та міністра фінансів Евгеніуша Квятковського. Чотирирічний план мав забезпечити збільшення експорту, скорочення безробіття та покращення постачання армії. Найважливішим припущенням було боротися з наслідками Великої депресії, забезпечити тривале економічне відновлення Другої Польської Республіки та отримати економічну незалежність польської держави.
Реалізація Чотирирічного плану почалася в липні 1936 року і мала тривати до червня 1940 року.
Результатом реалізації плану стало створення збройової, авіаційної та хімічної промисловості; були створені ливарні, прокатні заводи, заводи з виробництва гуми та гуми. Основними місцями реалізації були ЦІP і Гдиня, а також промисловий район Варшави.